# Ramsay MacDonald
James Ramsay MacDonald FRS, születési névvariánsa James McDonald Ramsay (Lossiemouth, 1866. október 12. – Atlanti-óceán, 1937. november 9.) brit politikus, az Egyesült Királyság miniszterelnöke két ízben (1924. január 22. és 1924. november 4., valamint 1929. június 5. és 1935. június 7. között). Ő volt az első munkáspárti miniszterelnöke a Egyesült Királyságnak; első kormánya idején, valamint 1929 és 1931 között pártja kisebbségi kormányzással vezette az országot, 1931 és 1935 között pedig az ún. Nemzeti Kormány élén, melyet a Konzervatív Párt dominált – emiatt később ki is zárták a Munkáspártból.

## Életpályája
Eredeti foglalkozása újságíró volt. Előbb a Független Munkáspárthoz csatlakozott, majd 1900-ban Keir Hardie és Arthur Henderson mellett az egyik alapítója volt a Munkáspártnak. 1912-ig titkára, majd vezére volt a Munkáspártnak. 1906-ban bejutott a parlamentbe. 1914-ben a háború ellen foglalt állást.
1924-ben az első munkáspárti kormány miniszterelnöke volt, amelyben az övé volt a külügyminiszteri tárca is. Ebben az időszakban jelentős szerepet játszott a Népszövetségben.
A második kisebbségi kormánya (1929–1931) idejére esett a Nagy gazdasági világválság, ekkor alakította meg a Nemzeti Kormányt, amely élén megnyirbálta a kiadásokat az aranystandard fenntartása érdekében. 1930-ban szembefordult régi pártjával és a Nemzeti Munkáspárt élén a nemzeti együttműködés kormányának miniszterelnöke, később annak egyik minisztere lett. Romló egészségi állapota miatt 1935-ben lemondott a miniszterelnöki pozíciójáról. Utódja Stanley Baldwin lett, míg MacDonald az államtanács elnöke lett. Bár az 1935-ös választáson megbukott, 1936-ban ismét bejutott a parlamentbe. 1937-ben pedig visszavonult a politikai élettől és még ugyanabban az évben elhunyt.

## Családja
Felesége, Margaret Ethel megírta MacDonald életrajzát. Fia, Malcolm MacDonald, aki 1901-ben született, 1929-ben képviselő lett; főleg gyarmatügyekkel foglalkozott, 1935-ben gyarmatügyi, 1936-ban domíniumügyi miniszter lett.